# Belarussische Staatliche Universität

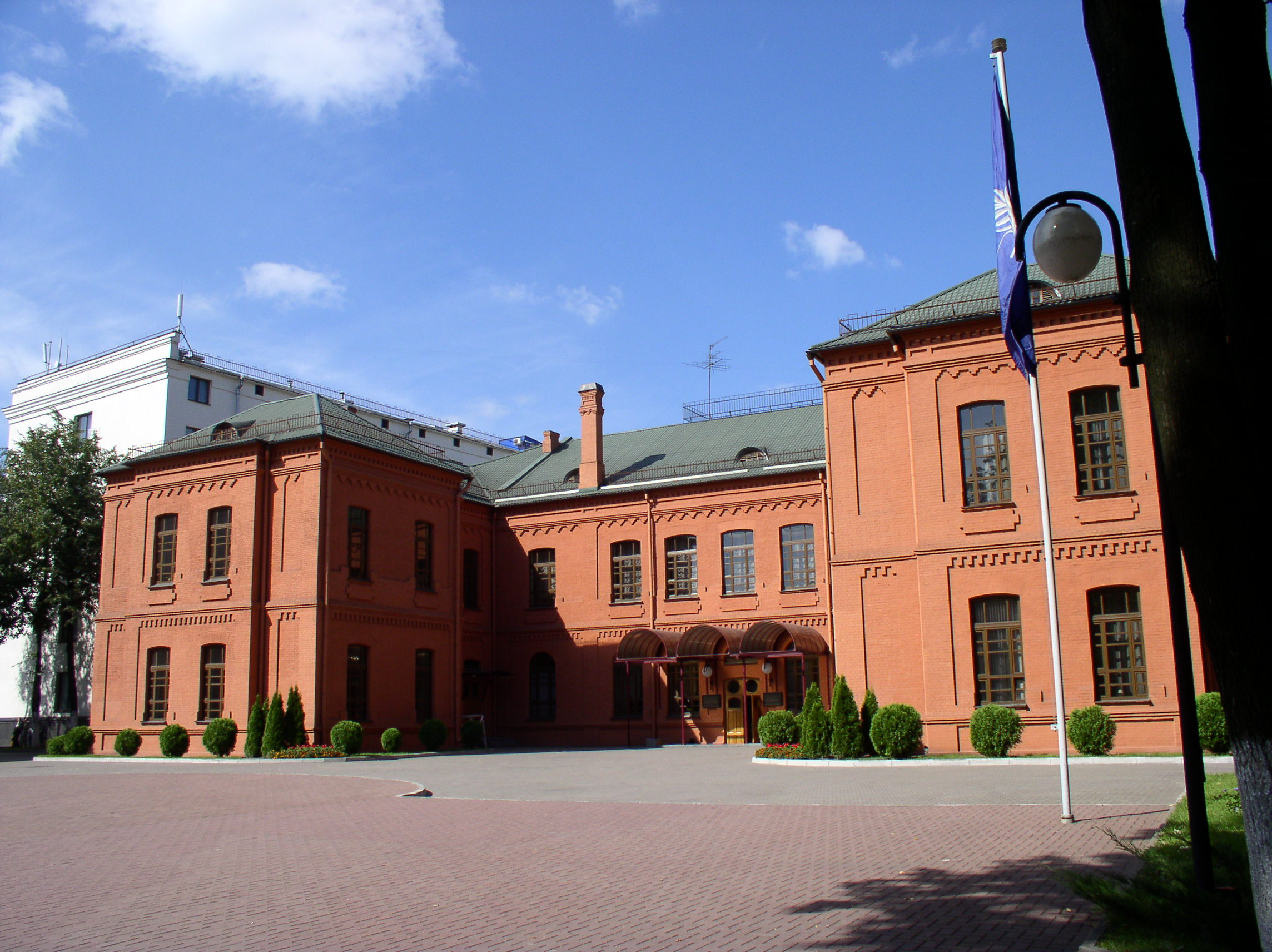
Rektorat (2005)

Die Belarussische Staatliche Universität (auch Weißrussische Staatsuniversität; belarussisch Беларускі дзяржаўны ўніверсітэт, russisch Белорусский государственный университет, zur Sowjetzeit: Belarussische Lenin-Universität) ist eine Universität in Minsk.
Sie wurde 1921 in der Belarussischen Sozialistischen Sowjetrepublik gegründet und zählt laut dem Deutschen Akademischen Austauschdienst (DAAD) zu den wichtigsten Universitäten in Belarus.

## Sanktionen
Sjarhej Ablamejka wurde als Rektor der Universität im Februar 2011 auf die „schwarze Liste der EU“ gesetzt. Die Entscheidung des Rats der Europäischen Union stellte fest, dass Ablamejka für den Ausschluss von Studenten der Universität verantwortlich sei, die an den Demonstrationen am Wahlabend der Präsidentschaftswahl in Belarus 2010 und anderen friedlichen Demonstrationen im Jahr 2011 teilgenommen hatten. 2015 wurde das Besuchsverbot für EU-Staaten aufgehoben.